# بيرسي بولوك
بيرسي بولوك (28 أغسطس 1893 - 1 ديسمبر 1986) (بالإنجليزية: Percy Bullock)‏ هو لاعب كريكت بريطاني وبريطاني (وحمل سابقاً جنسية المملكة المتحدة لبريطانيا العظمى وأيرلندا).

## وصلات خارجية
- بيرسي بولوك على موقع إي آس بي آن كريك إنفو (الإنجليزية)